# بلومینگبرگ (اوهایو)
بلومینگبرگ (به انگلیسی: Bloomingburg) یک روستا در ایالات متحده آمریکا است که در شهرستان فیت، اوهایو واقع شده‌است. بلومینگبرگ ۱٫۸۱ کیلومتر مربع مساحت و ۹۳۸ نفر جمعیت دارد و ۳۰۳ متر بالاتر از سطح دریا واقع شده‌است.